# Wojciech Płocharski
Wojciech Juliusz Płocharski (11 de Abril de 1964) é um jornalista, autor, compositor e viajante polaco. Vive em Varsóvia.

## Biografia
Ele nasceu em Olsztyn; nos anos 1982-1989, estudou na Faculdade de Jornalismo e Ciências Políticas na Universidade de Varsóvia. Nos anos 1991-2006, trabalhou no PAP (agência de notícias da Polônia), como editor e correspondente (notícias de Bielorrússia, Chechénia, Estónia). 
Em 2010, liderou uma campanha na Internet para um candidato na eleição presidencial, Andrzej Olechowski.
Płocharski também é o autor de publicações em inglês, que são emitidos na Índia e aparecer no mercado literário internacional. Seus livros podem ser encontrados nas coleções de bibliotecas nacionais da Europa e outros.
Ele também é o autor das palavras de popular canções polonesas: Klub wesołego szampana (execução: Formacya Nieżywych Schabuff) e Karuzela (T. Love). Em 1993 - em um dueto Przyjaciele - gravou o seu próprio álbum Cyfry (lançado em 1994, reedição 2007, em e-commerce internacional 2012).
Em 2011 - no mercado internacional de distribuição digital - lançou o álbum - Selected Music, e em 2012, um outro - Under the Papaya Tree. Em 2013 - em vendas internacionais surgiram: o single Studium e do álbum Ilha do Sal.

## Obras
- Diplomatic Rebel on Creaky Bicycle
- Faster Than Light and Other Bagatelles: Short Poetry
- Million in My Pocket
- Love Temperature
- Khajurao Legacy
- Coast
- Tea With Vanilla
- Polvo à Lagareiro
- 600 Years After Béthencourt

## Galeria de fotos

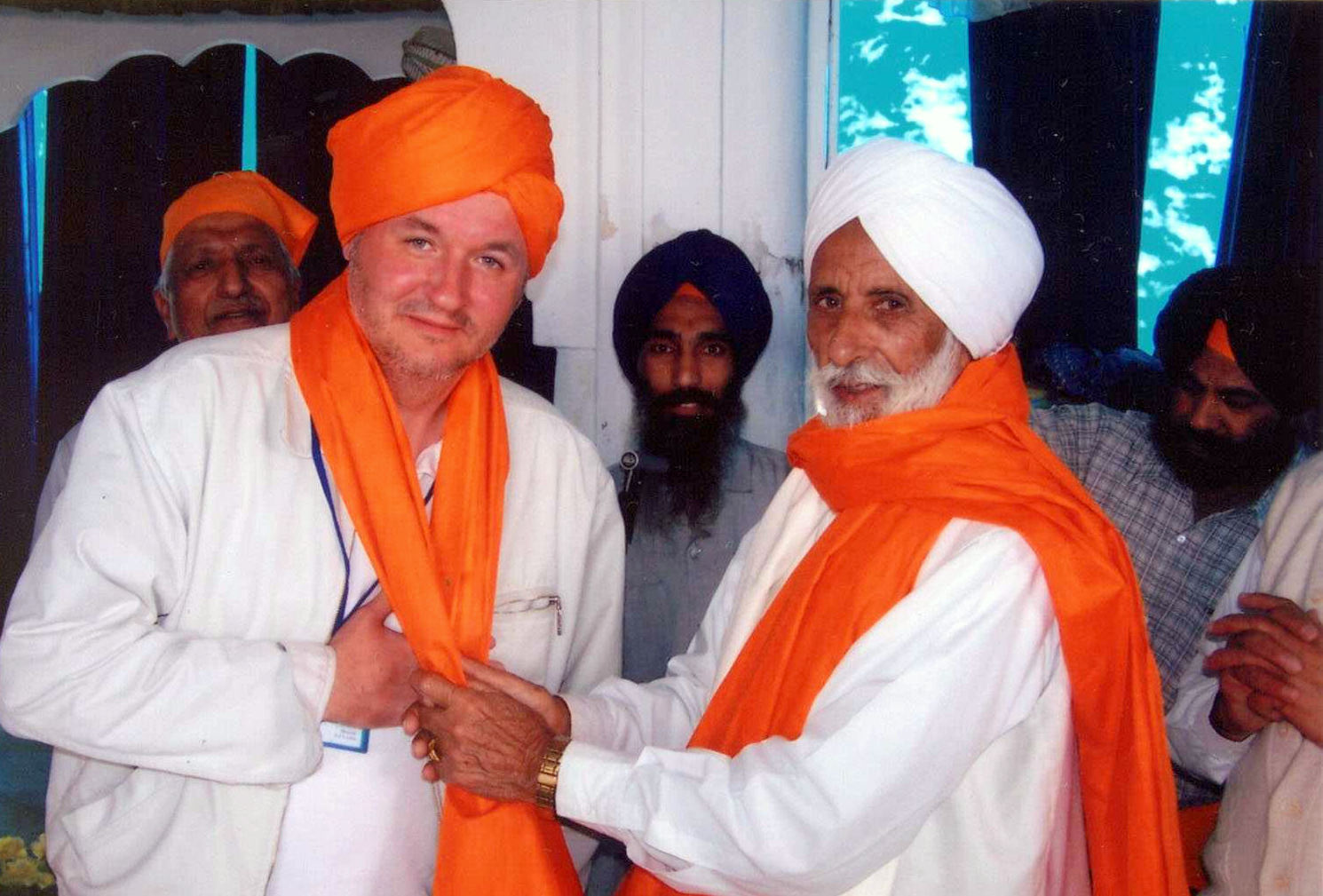
(autor, festival literário - Índia)
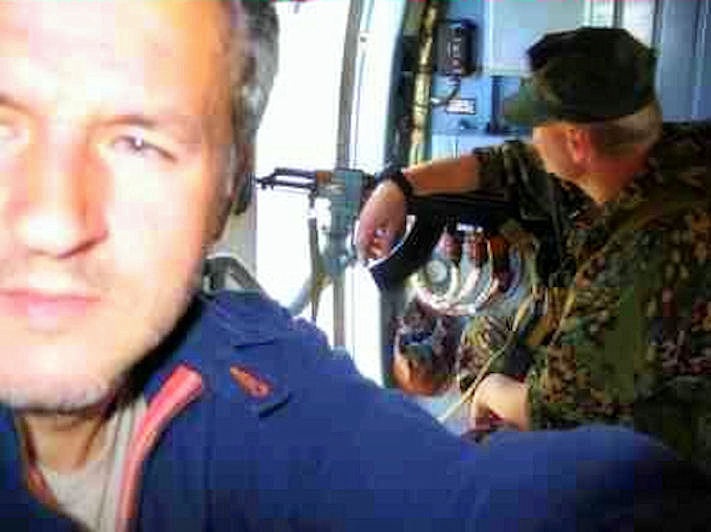
(correspondente, Chechénia)